# Mięsień rylcowo-językowy

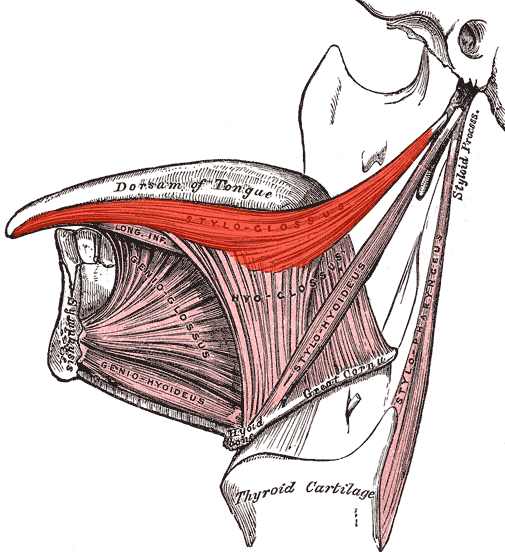
Mięsień rylcowo-językowy człowieka.

Mięsień rylcowo-językowy (łac. musculus styloglossus) – jeden z mięśni zewnętrznych języka.
Przyczep początkowy mięśnia rylcowo-językowego leży na wyrostku rylcowatym kości skroniowej, gdzie przyczepia się jego płaskie ścięgno. Włókna mięśniowe tworzące ten smukły mięsień wnikają w zrąb języka w jego części dolno-bocznej, po czym zmierzają ku wierzchołkowi, do którego sięgają.
Mięsień rylcowo-językowy skraca język, unosząc również jego wierzchołek.
Tak jak wszystkie mięśnie języka jest unerwiony przez nerw podjęzykowy i powstaje z mioblastów pochodzących z miotomów potylicznych dostających się tam razem z nerwem XII.